# Мурамацу, Харуки
Харуки Мурамацу (яп. 村松 治樹, род. 15 апреля 1977) — японский дартсмен, участник чемпионатов мира PDC и Кубка мира по дартсу.

## Карьера
Мурамацу попал на международную арену в 2010 году, отобравшись на чемпионат мира. В предварительном раунде Харуки Мурамацу победил поляка Кшистофа Кчука со счётом 4-1, однако, проиграл в первом раунде Ронни Бакстеру 3-0. Спустя два года Харуки попал на свой чемпионат мира, где также выиграл в предварительном раунде, однако в первом раунде попал на многократного чемпиона мира Фила Тейлора и вылетел из турнира, проиграв 3-0.
Вместе с партнёром Морихиро Хасимото представлял Японию на Кубке Мира по дартсу 2012, однако сборная проиграла Швеции в первом же раунде.
Мурамацу отобрался на чемпионат мира 2013, где в предварительном раунде обыграл новозеландца Дэйва Харрингтона, однако уже в первом раунде уступил Саймону Уитлоку с сухим счётом. Участвовал на Кубке мира в паре с Сё Кацуми. Они обыграли Австрию 5-4, а затем оказались сильнее Ирландии (5-3). В четвертьфинале японцы попали на англичан; Мурамацу проиграл свой матч Филу Тейлору, а его напарник победил Адриана Льюиса, сведя поединок стран к третьему, парному матчу. Японцы выигрывали по ходу 2-0, однако уступили 2-4.
В отборе на чемпионат мира 2014 Мурамацу уступил в главном матче Морихиро Хасимото со счётом 5-6. На Кубке мира 2014 года Харуки и обыгравший его дартсмен играли в одной команде, сумев в первом раунде победить канадцев, не воспользовавшихся семью дротиками на матч. Во втором раунде японцы уступили игрокам Северной Ирландии.
В финале японского отборочного турнира на чемпионат мира 2015 года Мурамацу обыграл со счётом 6-5 Масуми Тино, но уже в предварительном раунде уступил россиянину Борису Кольцову.
В 2016 году Харуки Мурамацу играл в девяти турнирах Players Championship, однако не выиграл на них ни одной игры. Выступал в паре с Кэита Оно на Кубке мира 2016, но уже в первом раунде сильнее них оказались дартсмены Северной Ирландии.

## Результаты на чемпионатах мира

### PDC
- 2010 — первый раунд (поражение от Ронни Бакстера 0-3)
- 2012 — первый раунд (поражение от Фила Тейлора 0-3)
- 2013 — первый раунд (поражение от Саймона Уитлока 0-3)
- 2015 — предварительный раунд (поражение от Бориса Кольцова 2-4 по легам)
- 2024 — первый раунд (поражение от Скотта Уильямса 1-3)